# Pseudomops burri
Pseudomops burri är en kackerlacksart som beskrevs av Robert Walter Campbell Shelford 1906. Pseudomops burri ingår i släktet Pseudomops och familjen småkackerlackor.
Artens utbredningsområde är Ecuador. Inga underarter finns listade i Catalogue of Life.